# EIF4E
eIF4E라고도 알려진 진핵생물 번역 개시 인자 4E는 인간에서 EIF4E 유전자에 의해 인코딩되는 단백질이다.

## 구조와 기능
대부분의 진핵 세포 mRNA는 5'말단이 7-메틸-구아노신 5-프라임 캡 구조인 m7GpppX(여기서 X는 임의의 뉴클레오티드임)로 차단된다. 이 구조는 향상된 번역 효율성, 접합, mRNA 안정성 및 RNA 핵 수출을 포함한 여러 세포 과정에 관여한다. eIF4E는 리보솜을 mRNA의 캡 구조로 유도하는 것과 캡 결합이 필요한 RNA 대사의 다른 단계에 관여하는 진핵생물 번역 개시 인자이다. 이는 자유 형태와 eIF4F 개시 전 복합체의 일부로 존재하는 24-kD 폴리펩티드이다. 많은 세포 mRNA가 단백질로 번역되기 위해서는 eIF4E가 필요하다. eIF4E 폴리펩타이드는 일부 사람들에 의해 진핵생물 번역 장치의 속도 제한 구성요소로 간주되며 진핵생물 단백질 합성의 mRNA-리보솜 결합 단계에 관여한다.
eIF4F의 다른 하위 단위는 ATPase 및 RNA 헬리카제 활성을 보유하는 eIF4A라고 하는 47-kD 폴리펩티드와 220-kD 스캐폴딩 폴리펩티드인 eIF4G이다.
일부 바이러스는 eIF4E 결합 부위를 제거하고 eIF4E 없이도 단백질을 번역할 수 있는 방식으로 eIF4G를 절단한다. 또한 가장 주목할만한 열 충격 단백질인 일부 세포 단백질은 번역되기 위해 eIF4E가 필요하지 않다. 바이러스와 세포 단백질 모두 RNA의 내부 리보솜 진입 부위를 통해 또는 eIF3d를 통과하는 것과 같은 다른 RNA 번역 메커니즘을 통해 이를 달성한다.
eIF4E는 번역 이외의 역할을 하며 다른 캡 결합 단백질은 eIF3D, eIF3I, PARN, 핵 캡 결합 복합체 CBC와 같은 요소를 포함하여 eIF4E와 독립적인 방식으로 캡 의존적 번역에 참여할 수 있다. 이들 중 다수는 성적표의 특정 기능과 세포 맥락에 의존하는 것으로 보인다.
eIF4E는 많은 포유류 세포 유형의 핵뿐만 아니라 효모, 초파리 및 인간을 포함한 다른 종에서도 발견된다. eIF4E는 PML 핵체와 같은 위치에 있는 하위 집합의 핵체에서 발견되며, eIF4E는 포유류의 핵질 일부에서도 광범위하게 발견된다. 핵에서 eIF4E는 발암성 표현형에 기여하는 선택된 RNA의 수출에서 잘 정의된 역할을 한다. 이는 RNA의 m7G 캡에 결합하는 eIF4E의 능력과 민감한 전사물의 3'UTR에 있는 50개 뉴클레오티드 eIF4E 민감성 요소(4ESE)의 존재에 의존한다. 하지만 다른 요소도 역할을 할 수 있다. 이러한 내보내기 형식은 CRM1/XPO1 경로를 사용한다. 핵 eIF4E는 m7G 캡핑, 대체 폴리아데닐화 및 스플라이싱을 포함하여 RNA 처리에서 다른 역할을 하는 것으로 나타났다.
eIF4E의 핵 축적 증가와 eIF4E 의존성 RNA 수출 증가, m7G 캡핑 및 선택된 전사체의 스플라이싱은 eIF4E가 높은 AML 환자 샘플의 특징이다. RNA는 특정 수준의 RNA 처리를 위해 RNA 내의 USER 코드 또는 시스-작용(cis-acting) 요소를 기반으로 선택된다. 따라서 모든 성적표가 모든 수준의 규제(번역 포함)에 민감한 것은 아니다. RNA 수출 기능의 경우, eIF4E는 eIF4E의 등쪽 표면과 동시에 4ESE RNA와 직접 결합하는 류신이 풍부한 펜타트리코펩타이드 반복 단백질(LRPPRC)에 직접 결합하여 RNA 수출 복합체의 조립을 위한 플랫폼 역할을 한다. 현재 모델은 LRPPRC가 CRM1/XPO1에 결합하여 핵공을 연결하고 4ESE RNA를 세포질로 이동시키는 것이다. 전체적으로, eIF4E의 핵 기능은 프로테옴에 강력한 영향을 미쳐 eIF4E가 메시지를 다시 작성할 수 있을 뿐만 아니라 수출 증가와 단백질 수 증가로 인해 세포질 내 축적 증가를 기반으로 단백질 생산을 증가시킬 수 있다. 어떤 경우에는 성적서당 리보솜이 있다. RNA 처리에서 eIF4E의 다양한 역할은 m7G 캡을 통한 RNA 결합이 필요하므로 eIF4E는 캡-샤페론 단백질로 간주될 수 있다.